# E-bog
En e-bog eller digital bog karakteriseres ofte som en elektronisk udgave af en almindelig papirbog. En e-bog er i princippet blot en dokumentfil eller tekstfil, som typisk anvender et dedikeret e-bogsformat. E-bogsformater er typisk ikke formateret til et bestemt papirformat og kan dermed dynamisk formateres til den enkelte e-bogslæsers orientering, skærmstørrelse og skærmopløsning – og med omfattende metadata muligheder.
E-bogens dokumentformat må ikke være låst til et bestemt papirformat (f.eks. A4 eller letter), så tekstdokumenter med aktiverede DTP faciliteter f.eks. PDF-format er mindre egnede til e-bøger. Hvis e-boglæseren kan vise en hel A4/letter-side, kan PDF-dokumenter med stor sikkerhed læses uden ulemper. En oplagt ulempe ved læsning af A4/letter formaterede sider på en skærm, som ikke kan vise hele siden er, at man skal skubbe siden højre og venstre for at læse evt. tekstlinjer. To tekstkolonner gør det lidt bedre, men udover at skubbe siden højre og venstre for at skifte mellem kolonner, skal man også skubbe siden ned to gange per side.
E-bogen kan især læses på en dedikeret e-bogslæser, men kan også læses på computer, PDA og andre håndholdte enheder som f.eks. smartphones – muligvis med begrænsninger:
- E-bøger uden nogen form for DRM burde uden problemer kunne konverteres til andre e-bogsformater og derfor vises af mange typer af e-bogslæsere.
- En e-bog, der har DRM (kopisikring) er indskrænket til kun at blive læst på bestemte e-bogslæsere og med proprietære programmer.[1] E-bøger med DRM kan af samme grund typisk ikke konverteres til andre e-bogsformater. Ydermere kan sælgeren tilbagekalde tilladelsen og i nogen situationer også slette bøgerne på dine e-bogslæsere.[2]
- E-bøger med digitalt vandmærke kan normalt konverteres til andre e-bogsformater.[3]

E-bogen kan mere end blot være en elektronisk kopi af en papirbog. Den kan indeholde links og lyd – dog begrænset af e-bogslæseren. En lille undersøgelse fra The Joan Ganz Cooney Center, New York tyder dog på at f.eks. børn kan huske færre detaljer fra historien, når de også får visuelle effekter og lyde (forbedret e-bog) i forhold til en normal e-bog, som blot er en digitalisering af en trykt bog. Den forbedrede e-bogs fordel kan dog være, at den engagerer flere børn. Undersøgelsen er baseret på 32 par og deres 3-6 årige børn.
 
Hvis man vil have flere faciliteter, er det en PDA man skal se på. Andre undersøgelses resultater fra University of Stavanger og Princeton University indikerer at skrivning med et skriveredskab styrker indlæringsprocessen.
E-bogen fylder lidt og man kan have et mindre bibliotek af e-bøger på sin enhed. En almindelig e-bog med tekst alene, fylder normalt omkring 100kB-1 MB. Mere jo mere indeholdt multimedia.

## Danmark, udlandet og e-bøger
Danske forlag er kommet rigtig godt med i det senest år og der begynder at blive udgivet e-bøger lige så hurtigt som der udgives papirbøger.
Kun værker hvor ophavsrethaveren har været død i +70 år er uden for copyright.
I udlandet har man været længere fremme på forlagssiden. I Sverige, England og USA er det næsten kutyme at udgive bog og e-bog samtidig, der eksperimenteres endda ofte med udgivelse af e-bogen før papirbogen. E-bogen er hurtigere at lancere og opdatere i nye udgaver, idet trykkeriet kan springes over i udgivelsesprocessen.

## Danske biblioteker og e-bøger
Bibliotekerne i Danmark har været foregangsmænd på e-bogsområdet, de begyndte allerede i 2000 at se nærmere på mediets anvendelsesmuligheder i biblioteksregi. Randers Bibliotek var det første danske bibliotek som påbegyndte udlån af e-bøger, det skete i 2002. Det nationale ressourcecenter for e-bøger i biblioteksøjemed, DRC (Dansk Ressourcecenter for e-bøger) blev oprettet i 2001 og lukkede ved udgangen af 2007. Centeret beskæftigede sig med e-bogsudviklingen i Danmark og udlandet. Samtidig etablerede det nationale biblioteksprojekt Downlaan et e-bogstilbud for bibliotekerne, så det i en lang række kommuner er muligt for borgerne at låne e-bøger via bibliotekets hjemmeside.

## E-bogslæsning

### Software e-bogslæsning
Man kan bruge sin PDA, PC eller smartphone til at læse e-bøger på. Først downloades en software e-bogslæser. Der er mange muligheder for at finde gratis indhold til din e-bogslæser. Det er muligt at blive e-bogslåner på en række danske biblioteker herunder Randers Bibliotek, Århus Kommunes Biblioteker og Københavns Biblioteker m.fl.

### Dedikerede e-bogslæsere
Det elektroniske papir har været undervejs i nogle år, men er nu at finde på mange e-bogslæsere. E-bogslæserne kan ud over at læse e-bøger i en vis udstrækning anvendes til download af MP3, JPEG og HTML. Det elektroniske papir er meget læsevenligt selv i solskin. Der er en stor læsevenlig skærm, uden at apparatet virker klodset som det første e-bogslæser, Rocket eBook, der kom på markedet i 2000. Men ønsker man kalenderfunktioner, e-mail osv. er en PDA at foretrække, hvis man altså kan leve med en mindre skærm.
Med e-bøger kan man søge i teksten, lave opslag i ordbøger, indsætte egne noter og bogmærker samt have sit eget lille bibliotek blot på en enkelt PDA.
Pr. 1. april 2009 annoncerede Det kongelige Bibliotek, at ville udlåne e-bøger knyttet til Sony PRS 505.

## Gratis e-bøger
Gratis e-bøger er normalt uden DRM og kan i såfald konverteres til det e-bogsformat man ønsker. Kan man downloade i flere forskellige formater, anbefales EPUB-formatet, da det eksempelvis via det gratis ebogs forvaltningsprogram Calibre, kan konverteres til andre formater og endda suppleres med bl.a. sociale metadata.
Mange af de gratis e-bøger er indskannede bøger hvis copyright er udløbet, der er blevet OCR-behandlede, eventuelt korrekturlæst og offentliggjort.
Gratis e-bøger er mest på engelsk, men en del danske titler findes også. Der findes flere millioner titler og en del af dem er indtil videre bogskanninger og vil derfor fylde meget og derfor mangle typiske e-bogs faciliteter:
- Project Gutenberg[10] danske[11]
- Google[12]

På dansk er også:
- Det kongelige Bibliotek[13]
- estrup.org[14]
- Bookboon.com/dk – gratis lærebøger til studerende Arkiveret 2. januar 2011 hos  Wayback Machine[15]
- archive.org – dansk[16]

### Gratis e-bogshjælp
Der findes flere on-line projekter, hvis formål er at engagere korrekturlæsere – f.eks. dig – til korrekturlæsning af skannede gratis bøger, med henblik på senere udgivelse som e-bøger. Et af dem er Distributed Proofreaders – mest engelsk.

## Tabeller over formategenskaber og hardware formatunderstøttelse

### Formategenskaber
Der arbejdes på at standardisere e-bogen i et åbent filformat, således at en given e-bog kan læses på samtlige e-bogslæsere. Bl.a. arbejder International Digital Publishing Forum for en EPUB-standardisering – seneste per 2010 er version 2.0.1. 
| Filformat                | Filendelse  | DRM- under- støttelse | illustra- tions- under- støttelse | Tabel- under- støttelse | Lyd- under- støttelse | Inter- aktivitet- under- støttelse | Ord- delings- under- støttelse | Åben standard | Indlejret note under- støttelse | Bog- mærke |
| ------------------------ | ----------- | --------------------- | --------------------------------- | ----------------------- | --------------------- | ---------------------------------- | ------------------------------ | ------------- | ------------------------------- | ---------- |
| ASCII-tekst              | .txt        | Nej                   | Nej                               | Nej                     | Nej                   | Nej                                | Ja                             | Ja            | Nej                             | Nej        |
| HTML                     | .html       | Nej                   | Ja                                | Ja                      | Nej                   | Nej                                | Ja                             | Ja            | Nej                             | Nej        |
| PostScript               | .ps         | Nej                   | Ja                                | ?                       | Nej                   | Nej                                | Nej                            | Ja            | ?                               | ?          |
| Portable Document Format | .pdf        | Ja                    | Ja                                | Ja                      | Ja                    | Ja                                 | Nej                            | Ja            | Ja                              | Ja         |
| DjVu                     | .djvu       | ?                     | Ja                                | Ja                      | Nej                   | Nej                                | Nej                            | Ja            | ?                               | ?          |
| EPUB (IDPF)              | .epub       | Ja                    | Ja                                | Ja                      | Nej                   | Nej                                | Ja                             | Ja            | Nej                             | Nej        |
| FictionBook              | .fb2        | Ja                    | Ja                                | ?                       | Nej                   | Nej                                | Ja                             | Ja            | Ja                              | ?          |
| Mobipocket               | .prc, .mobi | Ja                    | Ja                                | Ja                      | Nej                   | Nej                                | Ja                             | Ja            | Ja                              | Ja         |
| Kindle                   | .azw        | Ja                    | Ja                                | ?                       | Nej                   | Nej                                | Ja                             | Nej           | Ja                              | Ja         |
| eReader                  | .pdb        | Ja                    | Ja                                | ?                       | Nej                   | Nej                                | Ja                             | Nej           | Ja                              | Ja         |
| TealDoc                  | .pdb        | Ja                    | Ja                                | ?                       | Nej                   | Nej                                | Ja                             | Ja            | ?                               | Ja         |
| Broadband eBook          | .lrf, .lrx  | Ja                    | Ja                                | ?                       | Nej                   | Nej                                | Ja                             | Nej           | ?                               | ?          |
| WOLF                     | .wol        | Ja                    | Ja                                | ?                       | Nej                   | Nej                                | Nej                            | Nej           | ?                               | ?          |
| Tome Raider              | .tr2, .tr3  | Ja                    | Ja                                | ?                       | Nej                   | Nej                                | Ja                             | Nej           | ?                               | ?          |
| ArghosReader             | .aeh        | Ja                    | Ja                                | ?                       | Nej                   | Nej                                | Ja                             | Nej           | ?                               | Ja         |
| Microsoft Reader         | .lit        | Ja                    | Ja                                | ?                       | Nej                   | Nej                                | Ja                             | Nej           | ?                               | Ja         |
| Multimedia EBook         | .exe        | Ja                    | Ja                                | ?                       | Ja                    | Ja                                 | Nej                            | Ja            | Ja                              | Ja         |
| Repligo                  | .rgo        | ?                     | Ja                                | Ja                      | Nej                   | Nej                                | Ja                             | Nej           | Nej                             | Nej        |

### Hardware understøttelse
| \ Filformat e-læser \          | ASCII- tekst | PDF | ePub | HTML | Mobi- Pocket | Fiction- Book | DjVu | Broadband eBook1 | eReader1 | Kindle1 | WOLF1 | Tome Raider1 | Open eBook2 |
| ------------------------------ | ------------ | --- | ---- | ---- | ------------ | ------------- | ---- | ---------------- | -------- | ------- | ----- | ------------ | ----------- |
| Amazon Kindle 2, DX            | Ja           | Ja  | Nej  | Nej  | Ja           | Nej           | Nej  | Nej              | Nej      | Ja      | Nej   | Nej          | Nej         |
| Amazon Kindle 3                | Ja           | Ja  | Nej  | Ja   | Ja           | Nej           | Nej  | Nej              | Nej      | Ja      | Nej   | Nej          | Nej         |
| Android-enheder                | Ja           | Ja  | Ja   | Ja   | Nej          | Ja            | Nej  | Nej              | Nej      | Ja      | Nej   | Nej          | Nej         |
| Apple iPad                     | Ja           | Ja  | Ja   | Ja   | Ja5          | Ja5           | Ja5  | Nej              | Ja5      | Ja5     | Nej   | Ja5          | Ja5         |
| Azbooka WISEreader             | Ja           | Nej | Ja   | Ja   | Ja           | Ja            | Nej  | Nej              | Nej      | Nej     | Nej   | Nej          | Nej         |
| Barnes & Noble Nook            | Nej          | Ja  | Ja   | Nej  | Nej          | Nej           | Nej  | Nej              | Ja       | Nej     | Nej   | Nej          | Nej         |
| Bookeen Cybook Gen3, Opus      | Ja           | Ja  | Ja3  | Ja   | Ja3          | Ja4           | Nej  | Nej              | Nej      | Nej     | Nej   | Nej          | Ja          |
| COOL-ER Classic                | Ja           | Ja  | Ja   | Ja   | Ja           | Ja            | Nej  | Nej              | Nej      | Nej     | Nej   | Nej          | Nej         |
| Foxit eSlick                   | Ja           | Ja  | Ja   | Nej  | Nej          | Nej           | Nej  | Nej              | Ja       | Nej     | Nej   | Nej          | Nej         |
| Hanlin e-Reader V3             | Ja           | Ja  | Ja   | Ja   | Ja           | Ja            | Ja   | Nej              | Nej      | Nej     | Ja    | Nej          | Nej         |
| Hanvon WISEreader              | Ja           | Ja  | Ja   | Ja   | Nej          | Nej           | Nej  | Nej              | Nej      | Nej     | Nej   | Nej          | Nej         |
| iRex iLiad                     | Ja           | Ja  | Ja   | Nej  | Ja           | Nej           | Ja   | Nej              | Nej      | Nej     | Nej   | Nej          | Nej         |
| Iriver Story                   | Ja           | Ja  | Ja   | Nej  | Nej          | Nej           | Ja5  | Nej              | Nej      | Nej     | Nej   | Nej          | Nej         |
| Kobo eReader                   | Nej          | Ja  | Ja   | Nej  | Nej          | Nej           | Nej  | Nej              | Nej      | Nej     | Nej   | Nej          | Nej         |
| Nokia N900                     | Ja           | Ja  | Ja   | Ja   | Ja           | Ja            | Ja   | Nej              | Nej      | Nej     | Nej   | Nej          | Ja          |
| NUUTbook 2                     | Ja           | Ja  | Ja   | Nej  | Nej          | Nej           | Nej  | Nej              | Nej      | Nej     | Nej   | Nej          | Nej         |
| OLPC XO, Sugar                 | Ja           | Ja  | Ja   | Ja   | Nej          | Nej           | Ja   | Nej              | Nej      | Nej     | Nej   | Nej          | Nej         |
| Onyx Boox 60                   | Ja           | Ja  | Ja   | Ja   | Ja           | Ja            | Ja   | Nej              | Nej      | Nej     | Nej   | Nej          | Nej         |
| Pocketbook 301 Plus, 302, 360° | Ja           | Ja  | Ja   | Ja   | Ja           | Ja            | Ja   | Nej              | Nej      | Nej     | Nej   | Nej          | Nej         |
| Sony Reader                    | Ja           | Ja  | Ja   | Nej  | Nej          | Nej           | Nej  | Ja               | Nej      | Nej     | Nej   | Nej          | Nej         |
| Viewsonic VEB612               | Ja           | Ja  | Ja   | Ja   | Ja           | Nej           | Nej  | Nej              | Nej      | Nej     | Nej   | Nej          | Nej         |

1 Proprietært format – 
2 Forgænger for ePUB – 
3 Versioner understøtter enten ePUB eller MobiPocket -
4 Kun ePUB versionen og med FW 2.0+ -
5 Forudsætter yderligere software